# Dirhinus texanus
Dirhinus texanus är en stekelart som först beskrevs av William Harris Ashmead 1896.  Dirhinus texanus ingår i släktet Dirhinus och familjen bredlårsteklar. Inga underarter finns listade i Catalogue of Life.